# Charmoy, Yonne
Charmoy là một xã của Pháp,tọa lạc ở tỉnh Yonne trong vùng Bourgogne-Franche-Comté. Người dân ở đây trong tiếng Pháp gọi là Charméiens.

## Thông tin nhân khẩu
| Năm | 1962 | 1968 | 1975 | 1982 | 1990 | 1999 |
| --- | ---- | ---- | ---- | ---- | ---- | ---- |
| Dân số | 628  | 795  | 1150 | 1207 | 1192 | 1209 |
| From the year 1962 on: No double counting—residents of multiple communes (e.g. students and military personnel) are counted only once. |      |      |      |      |      |      |